# 멀칭

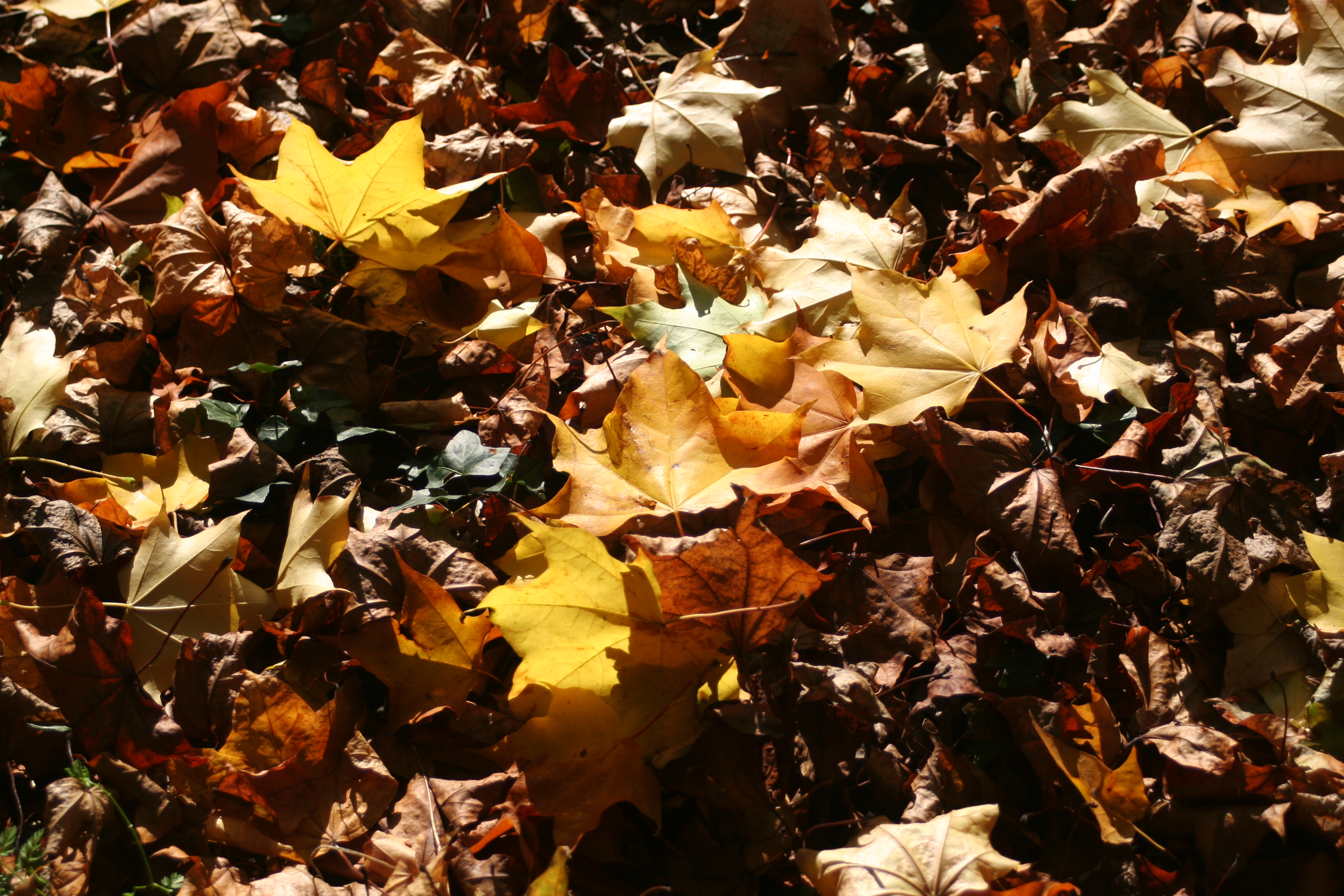

멀칭(mulching) 또는 바닥덮기는 작물의 잎이나 줄기, 짚, 기타 유기물이나 폴리에틸렌 필름 등을 지상에 덮어 우적침식을 방지하고 토양 수분보존, 온도조절, 표면고결 억제, 잡초 방지, 유익한 박테리아의 번식촉진 등의 효과를 얻는 방법이다.

## 같이 보기
- 농산물우수관리제도
- 고무 피복
- 종합적 병해충 관리